# Nautilina
Los nautilinos (Nautilina) son un suborden de cefalópodos del orden Nautilida, conocidos vulgarmente como nautilos (del griego ναυτίλος, "marinero"). Hoy en día solo existen cinco especies vivas conocidas, separadas en dos géneros, Nautilus y Allonautilus, en la familia Nautilidae.
Los nautilos son considerados como fósiles vivientes, ya que han sobrevivido con escasos cambios durante cientos de millones de años.

## Descripción
En general los nautilos son similares a otros cefalópodos, con una cabeza prominente y cirros. Estos cirros no presentan ventosas, son retráctiles y no se diferencian unos de otros. La rádula es amplia y suelen presentar nueve dientes. Tienen dos pares de branquias.
Nautilus pompilius es la especie de mayor tamaño, llegando a medir hasta 268 mm de diámetro. Sin embargo la mayoría no suele sobrepasar los 20 cm. Nautilus macromphalus es la especie más pequeña, midiendo en torno a 16 cm.

## Fisiología
El oxígeno disuelto en el agua es absorbido a través de las cuatro branquias, desde donde pasa a través de un tubo llamado sifúnculo, que une todas las cámaras regulando de esa manera la flotabilidad. 
Emplea como método de locomoción la propulsión a chorro, mediante la cual absorbe agua contrayendo sus músculos y la expulsa a presión. En condiciones de hipoxia (falta de oxígeno), el animal disminuye su ritmo cardíaco junto a la frecuencia y fuerza de los chorros a presión. 
En la masa bucal cuentan con una estructura propia de los cefalópodos conocida como pico de loro, que son un par de fuertes mandíbulas con forma de pico que utilizan para desgarrar las presas para que después sean procesados por la rádula. El ojo de los nautilos no es tan sofisticado como el del resto de los cefalópodos. Carece de cristalino y córnea, asemejándose a una cámara estenopeica. Presentan una pupila abierta al mar y se estima que la calidad de su visión es muy inferior a la de otros cefalópodos. 
También carecen de bolsa de la tinta, aunque los registros fósiles indican que sus antepasados sí la tuvieron. Esta pérdida puede ser debida posiblemente a su cambio de hábitat hacia aguas profundas, donde no era necesaria.